# Véronique Cyr
Véronique Cyr (née à Montréal en 1978) est une poète québécoise. Elle a publié cinq recueils et collaboré à plusieurs revues québécoises. Elle a fait paraître un premier récit poétique, La jeune fille des négatifs aux Herbes rouges en 2022.

## Œuvres

### Poésie
- La Maison sans miroir, Montréal, Poètes de brousse, 2006, 85 p.  (ISBN 9782923338101).
- La vie liquide, Montréal, Poètes de brousse, 2008, 69 p.  (ISBN 9782923338194).
- Installation du feu, Montréal, Poètes de brousse, 2008, 52 p.  (ISBN 9782923338361).
- Force de traînée, Montréal, Poètes de brousse rouges, 2013, 67 p.  (ISBN 9782923338637).
- Forêt d'indices, Montréal, Les Herbes rouges, 2017, 77 p.  (ISBN 9782894196007).

### Récit
- La jeune fille des négatifs , Montréal, Les Herbes rouges, 2022, 103 p.  (ISBN 9782894198261).

## Mentions
- Finaliste prix Alain-Grandbois de l'Académie des Lettres du Québec pour Force de traînée (2014)
- Lauréate de la Bourse Jean-Pierre-Guay UNEQ Caisse-de-la-Culture 2014 pour un projet d'écriture en cours.
- Finaliste au prix de poésie Radio-Canada (2013)
- Finaliste au prix de la nouvelle Radio-Canada (2012)
- Lauréate du Prix Joseph S-Stauffer du Conseil des Arts du Canada 2011.
- Finaliste au prix des lecteurs du Marché de la poésie 2007 pour La Maison sans miroir.